# Rangpur Sadar
Rangpur Sadar är ett underdistrikt i Bangladesh. Det ligger i den norra delen av landet, 260 km nordväst om huvudstaden Dhaka.
Trakten runt Rangpur Sadar består till största delen av jordbruksmark. Runt Rangpur Sadar är det mycket tätbefolkat, med 2 345 invånare per kvadratkilometer.